# Silmido
Silmido ist eine unbewohnte Insel im Gelben Meer vor der Westküste von Südkorea. Ihre Fläche beträgt ca. 0,25 km². Sie liegt im Gebiet der Großstadt Incheon und liegt ca. fünf Kilometer südwestlich des Flughafens Incheon. Sie liegt direkt vor der deutlich größeren, bewohnten Insel Muuido, die durch eine Fähre mit dem Festland verbunden ist.

## Der Silmido-Zwischenfall
Silmido wurde in den 1960er Jahren geschichtlich relevant, als es für ein Trainingsgebiet für eine militärische Eliteeinheit benutzt wurde, welche ein Attentat auf den damaligen nordkoreanischen Führer Kim Il-sung verüben sollte. Überreste der Einrichtung sind noch immer vorhanden. Unter bis heute nicht vollständig aufgeklärten Umständen meuterten die Mitglieder der Einheit 1971 und fuhren Richtung Seoul, wo sie getötet wurden oder Selbstmord begingen.
Silmido ist heutzutage gut bekannt als der Handlungsort des 2003 veröffentlichten Films „Silmido“, welcher lose auf dem Silmido-Zwischenfall basiert. Dank des Erfolgs des Films wurde die Insel zu einem relativ bekannten Ziel für Touristen.